# Deudorix cinnabarus
Deudorix cinnabarus är en fjärilsart som beskrevs av Hans Fruhstorfer 1912. Deudorix cinnabarus ingår i släktet Deudorix och familjen juvelvingar. Inga underarter finns listade i Catalogue of Life.